# Psychotic Reaction
| Recensione          | Giudizio        |
| ------------------- | --------------- |
| AllMusic            | [ 1 ]           |
| New Musical Express | 5/10            |
| Sputnikmusic        | 4.0 (Excellent) |

Psychotic Reaction è il primo ed unico album discografico in studio del gruppo garage rock statunitense Count Five, pubblicato nel novembre del 1966 su etichetta Double Shot Records.
L'album è costruito attorno al grande successo che lo nomina: Psychotic Reaction.

## Descrizione
Vede la presenza di pezzi originali, composti da Sean Byrne e due cover dei The Who, My Generation e Out In The Streets che confermano le ispirazioni inglesi del gruppo. Lo stile del disco è essenziale ma discretamente efficace, impostato sui ritmi e i modi del garage rock.
Prima dell'inizio delle sedute di registrazione, i Count Five erano stati rifiutati da diverse case discografiche prima di firmare per la Double Shot Records di Los Angeles nel 1965. La Double Shot era un'etichetta discografica indipendente (attiva nel periodo 1965-1972) di proprietà di Harold "Hal" Winn e Joseph "Joe" Hooven, che erano anche compositori e produttori discografici.
La canzone Psychotic Reaction fu pubblicata su singolo nel luglio 1966, e raggiunse la quinta posizione in classifica negli Stati Uniti alla fine dell'anno. Per capitalizzare sul successo del singolo, Winn e Hooven chiesero alla band di incidere in fretta un album vero e proprio.
I testi delle canzoni furono scritti principalmente da John "Sean" Byrne, e i brani furono incisi in breve tempo, quindi furono deliberatamente incluse due cover di canzoni dei The Who come riempitivo, per completare al più presto la scaletta di undici tracce del disco. I membri del gruppo si lamentarono in interviste successive che, a causa della natura sbrigativa delle sessioni in studio, non ebbero mai la possibilità di rifinire i brani come avrebbero voluto.

## Tracce

### LP
Lato A
1. Double-Decker Bus – 2:00 (John Byrne)
2. Pretty Big Mouth – 2:07 (Craig Atkinson, John Byrne, John Michalski, Kenn Ellner, Roy Chaney)
3. The World – 2:12 (John Byrne)
4. My Generation – 2:25 (Pete Townshend)
5. She's Fine – 2:12 (John Byrne)
6. Psychotic Reaction – 2:56 (Craig Atkinson, John Byrne, John Michalski, Kenn Ellner, Roy Chaney)

Lato B
1. Peace of Mind – 2:17 (John Byrne, John Michalski, Roy Chaney)
2. They're Gonna Get You – 2:25 (John Byrne)
3. The Morning After – 2:55 (John Byrne)
4. Can't Get Your Lovin' – 1:45 (John Byrne)
5. Out in the Street – 2:25 (Pete Townshend)

### CD
Edizione CD del 2007, pubblicato dalla Repertoire Records (REP 5042)
1. Double Decker Bus – 2:01 (John Byrne)
2. Pretty Big Mouth – 2:09 (Kenn Ellner, Roy Chaney, Craig Atkinson, John Byrne, John Michalski)
3. The World – 2:12 (John Byrne)
4. My Generation – 2:25 (Pete Townshend)
5. She's Fine – 2:12 (John Byrne)
6. Psychotic Reaction – 3:06 (Kenn Ellner, Roy Chaney, Craig Atkinson, John Byrne, John Michalski)
7. Peace Of Mind – 2:19 (John Byrne)
8. They're Gonna Get You – 2:29 (John Byrne)
9. The Morning After – 1:58 (John Byrne)
10. Can't Get Your Lovin' – 1:45 (John Byrne)
11. Out in the Streets – 2:26 (Pete Townshend)
12. You Must Believe Me – 3:01 (Curtis Mayfield) – Traccia bonus - Singolo lato A
13. Teeny Bopper, Teeny Bopper – 2:25 (Kenn Ellner, Roy Chaney, John Byrne, Craig Atkinson, John Michalski) – Traccia bonus - Singolo lato B
14. Merry-Go-Round – 2:39 (John Byrne) – Traccia bonus - Singolo lato A
15. Contrast – 3:55 (John Byrne) – Traccia bonus - Singolo lato B
16. Declaration of Independence – 2:25 (John Byrne, Kenn Ellner, Roy Chaney, Craig Atkinson, John Michalski) – Traccia bonus - Singolo lato A
17. Revelation in Slow Motion – 2:00 (Pat Briley) – Traccia bonus - Singolo lato B
18. Mailman – 2:25 (Hal Winn, Mo Rodgers) – Traccia bonus - Singolo lato A
19. Move It Up – 2:46 (John Byrne) – Traccia bonus - Out-take, registrato nel 1966
20. So Much – 2:07 (John Byrne) – Traccia bonus - Out-take, registrato nel 1966
21. Enchanted Flowers – 1:52 (John Byrne) – Traccia bonus - Out-take, registrato nel 1966
22. People Hear What I Say – 2:38 (John Michalski, Kenn Ellner, Roy Chaney) – Traccia bonus - Out-take, registrato nel 1966
23. Contrast – 3:53 (John Byrne) – Traccia bonus - Versione demo, registrato nel 1967
24. Psychotic Reaction – 3:11 (Craig Atkinson, John Byrne, John Michalski, Kenn Ellner, Roy Chaney) – Traccia bonus - Versione inedita, registrato nel 1966
25. They're Gonna Get You – 2:40 (John Byrne) – Traccia bonus - Versione inedita, registrato nel 1966
26. Teeny Bopper, Teeny Bopper – 2:26 (Craig Atkinson, John Byrne, John Michalski, Kenn Ellner, Roy Chaney) – Traccia bonus - Alternate Stereo Mix, registrato nel 1966
27. Contrast – 3:56 (John Byrne) – Traccia bonus - Alternate Stereo Mix, registrato nel 1967
28. Mailman – 2:36 (Hal Winn, Mo Rodgers) – Traccia bonus -  Alternate Stereo Mix, registrato nel 1969

## Formazione
- Kenn Ellner - voce, tambourine, armonica
- Sean Byrne - voce, chitarra ritmica
- John Mouse Michalski - chitarra solista
- Roy Chaney - basso fender
- Craig Butch Atkinson - batteria

Note aggiuntive
- Hal Winn e Joseph Hooven - produttori
- Registrazioni effettuate al Nashville West di Hollywood, California
- Sy Mitchell - ingegnere delle registrazioni
- Bernard Yeszin Graphics - fotografia copertina album originale, design album originale[7]

## Classifica
Album
| Anno | Classifica    | Posizione raggiunta |
| ---- | ------------- | ------------------- |
| 1966 | Billboard 200 | 122                 |